# مات تابورسكو
مات تابورسكو هو نادي كرة قدم في التشيك تأسس في 2012.

## وصلات خارجية
- الموقع الرسمي